# FC Admira Wacker Mödling
Maillots
L'Admira Wacker est un club de football autrichien basé à Maria Enzersdorf, au sud de Vienne. Créé en 1905 sous le nom d'Admira Vienne, le club fusionne avec le Wacker Vienne en 1971, avec le VfB Mödling en 1997 et avec le SK Schwadorf en 2008. Le club possède à son palmarès neuf titres de champion d'Autriche, et évolue actuellement en première division.

## Historique
- 1905 : fondation du SK Admira Vienne
- 1971 : fusion avec le Wacker Vienne et renommage en Admira Wacker Vienne
- 1997 : fusion avec le VfB Mödling et renommage en FC Admira Wacker Mödling
- 2008 : rachat du SK Schwadorf

## Identité du club

### Logos

Évolution du logo
Logo de 1971 à 1996.
Logo de 2017 à 2024.
Logo depuis 2024.

## Palmarès

### Admira Vienne (1905-1971)
- Championnat d'Autriche :
  - Champion (8) : 1927, 1928, 1932, 1934, 1936, 1937, 1939, 1966.
  - Vice-champion (4) : 1929, 1930, 1931, 1935

- Coupe d'Autriche :
  - Vainqueur (5) : 1928, 1932, 1934, 1964, 1966

- Championnat d'Allemagne :
  - Vice-champion (1) : 1939

- Coupe Mitropa
  - Finaliste (1) : 1934

### Wacker Vienne (1908-1971)
- Championnat d'Autriche :
  - Champion (1) : 1947
  - Vice-champion (7) : 1939, 1940, 1941, 1948, 1951, 1953, 1956

- Coupe d'Autriche :
  - Vainqueur (1) : 1947
  - Finaliste (1) : 1923

- Coupe Mitropa
  - Finaliste (1) : 1951

### Admira Wacker Vienne (1971-1997)
- Championnat d'Autriche :
  - Vice-champion (1) : 1989

- Coupe d'Autriche :
  - Finaliste (5) : 1979, 1989, 1992, 1996

- Supercoupe d'Autriche :
  - Vainqueur (1) : 1989
  - Finaliste (1) : 1991

### Admira Wacker Mödling (depuis 1997)
- Championnat d'Autriche de deuxième division :
  - Champion (2) : 2000 et 2011.

- Coupe d'Autriche :
  - Finaliste (2) : 2009 et 2016

## Personnalités du club

### Anciens joueurs
- Wolfgang Knaller
- Walter Knaller (de)
- Dietmar Kühbauer
- Peter Artner
- Marc Janko
- Herbert Oberhofer
- Karl Rappan
- Gerhard Rodax
- Anton Schall
- Heinrich Strasser
- Walter Binter (en)
- Uwe Müller (en)
- Nicolae Lupescu
- Vitālijs Astafjevs
- Eric Akoto
- Wilfried Domoraud